# 磨坊盡頭公園

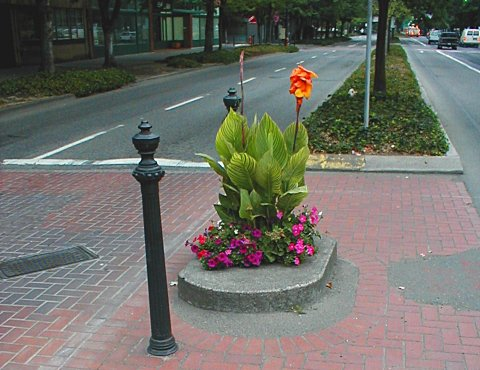
2004年的磨坊盡頭公園，是世界上面積最小的公園，一眼即可看盡。

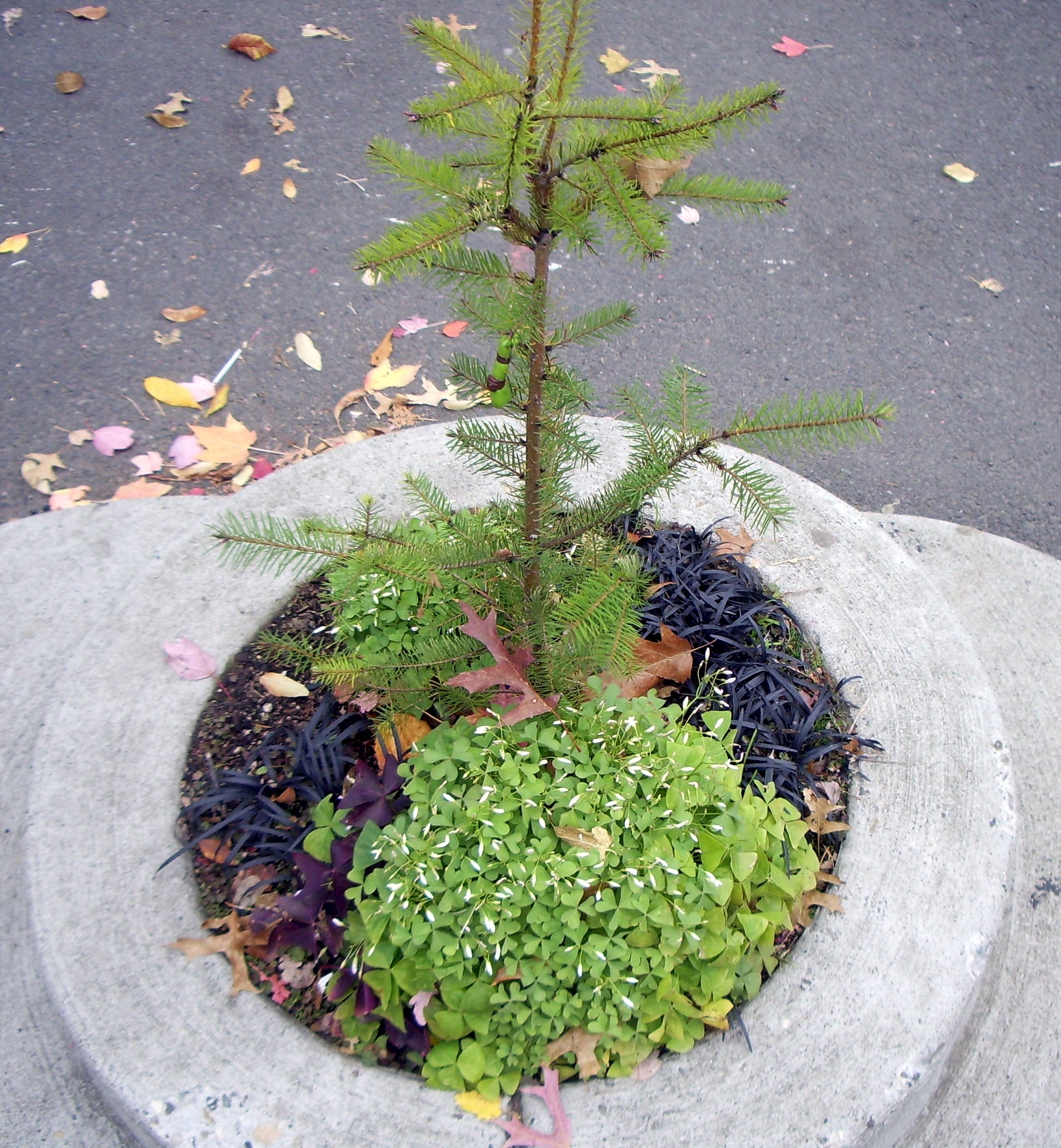
2011年的「公園」。

磨坊盡頭公園（英語：Mill Ends Park），曾经是世界上面積最小的公園，位於美國俄勒岡州的波特蘭市。
其世界上面积最小的公园的称号，後來被日本的世界最小公園取代。

## 歷史
根據金氏世界紀錄大全記載，1948年，「公園」原址原本計畫設立兩枝610mm高的燈柱。當局放棄設立燈柱後，俄勒岡學報之專欄《磨坊盡頭》的主編，一位新聞工作者迪克·範根，在兩小柱中間挖了一個小孔，在小孔中栽種植物。迪克·範根訴說公園的來源：他在他的辦公室窗口外看見妖精（Leprechaun）正在開掘一個孔。他跑下來捉住了妖精，意味他贏得了一個願望。迪克·範根許願他有一個自己的公園，但在他的願望中卻未指定公園的大小，結果地精給他公園範圍就只有這孔洞這麼大。在二十年期間，迪克·範根經常在《磨坊盡頭》這個異想天開的專欄描寫公園和妖精（被命名帕特里克·奧圖利）的故事。
1969年，迪克·範根死於癌症，但公園依然繼續存在，其他人開始漸漸關心公園起來。1976年，磨坊盡頭公園正式成為一個城市公園。磨坊盡頭公園位於SW Naito大路和SW泰勒街交界。
公園的範圍只有0.29平方米。這小圈子範圍幾十年來不斷加上許多異常特色，包括一個為蝴蝶建造的游泳池（附上跳板）一個馬蹄鐵、旅館殘骸，和一個袖珍摩天輪。
2006年2月，公園因道路工程暫時遷移至80英尺遠的世貿中心前，並在2007年3月16日回到原位。

## 來源
1. ↑  
. Portland Tribune. 2006年8月24日  [2006年11月22日]. （原始内容存档于2007年9月29日）.

- . . 美國: World Book, Inc. 1994. ISBN 0-7166-0094-3.

## 外部連結
- 磨坊盡頭公園 （页面存档备份，存于）
- 磨坊盡頭公園是最小的公園記錄保持者 Archive.today的存檔，存档日期2013-01-02

45°30′58″N 122°40′24″W / 45.516181°N 122.673264°W